# Åke Hultkrantz
Åke Gunnar Birger Hultkrantz, född 1 april 1920 i Kalmar, död 3 oktober 2006 i Lidingö församling, var en svensk etnograf och religionshistoriker.

## Biografi
Hultkrantz tog sin fil. lic.-examen 1946 och blev fil. dr. och docent vid Stockholms högskola 1953. Han var åren 1958–1986 professor i religionshistoria vid Stockholms universitet och prefekt vid Religionshistoriska institutionen.
Han var expert på nordamerikanska indianer, och utförde fältforskning hos shoshoni-indianerna i Wyoming i USA 1948, 1955–1956, 1957 och 1958.
Hultkrantz skrev om samisk och indiansk religion samt allmänt etnografiska verk som uppslagsboken General ethnological concepts (1960). Åren 1986–2000 var han ordförande för Svenska Amerikanistsällskapet. Hultkrantz är begravd på Lidingö kyrkogård.